# Fast-konvexe Funktion
Die fast konvexen Funktionen (englisch convex-like functions) bilden eine Verallgemeinerung der konvexen Funktionen und werden in der mathematischen Optimierung verwendet, da für sie einfache Regularitätsvoraussetzungen wie die Slater-Bedingung gelten, unter denen starke Dualität gilt und damit auch die Karush-Kuhn-Tucker-Bedingungen gelten.

## Definition
Seien {\displaystyle V_{1},V_{2}} reelle Vektorräume und {\displaystyle K\,} ein Ordnungskegel auf {\displaystyle V_{2}} sowie {\displaystyle D_{1}} eine nichtleere Teilmenge von {\displaystyle V_{1}}. Dann heißt eine Abbildung {\displaystyle f\colon D_{1}\mapsto V_{2}} fast konvex, wenn die Menge
{\displaystyle M:=f(D_{1})+K}
konvex ist. Die Menge {\displaystyle M} lässt sich äquivalent beschreiben als
{\displaystyle M=\{y\in V_{2}\,|\,\exists x\in D_{1}{\text{ so dass }}f(x)-y\in -K\}}
Ist der Kegel ein echter Kegel und definiert damit eine verallgemeinerte Ungleichung {\displaystyle \preccurlyeq _{K}}, so lautet diese Menge
{\displaystyle M=\{y\in V_{2}\,|\,\exists x\in D_{1}{\text{ so dass }}f(x)\preccurlyeq _{K}y\}}

## Beispiele
Betrachtet man die Funktion {\displaystyle f\colon \mathbb {R} \mapsto \mathbb {R} } mit {\displaystyle f(x)=\sin(x)} und den echten Kegel {\displaystyle K=\mathbb {R} _{+}=\{x\in \mathbb {R} \,|\,x\geq 0\}} sowie {\displaystyle D_{1}=[0,2\pi ]}, so ist {\displaystyle \sin(D_{1})=[-1,1]}. Damit ist {\displaystyle M=[-1;1]+\mathbb {R} _{+}=\{x\in \mathbb {R} \,|\,x\geq -1\}}. Diese Menge ist konvex und damit ist die Sinusfunktion fast konvex.
Betrachtet man die Funktion
{\displaystyle f(x)={\begin{cases}-1&{\text{ falls }}x\leq 0\\1&{\text{ falls }}x>0\end{cases}}}
und definiert {\displaystyle g\colon \mathbb {R} \mapsto \mathbb {R} ^{2}} durch
{\displaystyle g(x)={\begin{pmatrix}f(x)\\5x\end{pmatrix}}}
auf {\displaystyle D_{0}=\mathbb {R} } mit dem Ordnungskegel {\displaystyle K=\mathbb {R} _{+}\times \{0\}}. Für {\displaystyle x\in D_{1}=\{x\in \mathbb {R} \,|\,x\leq 0\}} ist jeder Punkt der Bildmenge von der Form {\displaystyle (-1,5x)} und damit ist {\displaystyle g(D_{1})=\{y\in \mathbb {R} ^{2}\,|\,y_{1}=-1,y_{2}\leq 0\}}. Analog folgt mit {\displaystyle D_{2}=\{x\in \mathbb {R} \,|\,x>0\}}, dass {\displaystyle g(D_{2})=\{y\in \mathbb {R} ^{2}\,|\,y_{1}=1,y_{2}>0\}}. Somit ist
{\displaystyle {\begin{aligned}g(D_{1})+K=\{y\in \mathbb {R} ^{2}\,|\,y_{1}\geq -1,y_{2}\leq 0\}\\g(D_{2})+K=\{y\in \mathbb {R} ^{2}\,|\,y_{1}\geq 1,y_{2}>0\}\end{aligned}}}
Da aber {\displaystyle D_{0}=D_{1}\cup D_{2}} ist, kann die Menge {\displaystyle g(D_{0})+K=g(D_{1}\cup D_{2})+K=\left(g(D_{1})+K\right)\cup \left(g(D_{2})+K\right)} nicht konvex sein, da zum Beispiel die Punkte {\displaystyle (-1,0)^{T}} und {\displaystyle (1,1)^{T}} in {\displaystyle g(D_{0})+K} enthalten sind, aber keiner der Punkte auf der Strecke zwischen ihnen. Zum Beispiel ist {\displaystyle (0,0{,}5)} der Mittelpunkt dieser Strecke, aber nicht in {\displaystyle g(D_{0})+K} enthalten.

## Eigenschaften
Jede konvexe Funktion ist fast konvex bezüglich des natürlichen Kegels {\displaystyle K=\mathbb {R} _{+}}. Dies folgt direkt aus der Konvexität des Epigraphs. Genauso ist auch jede K-konvexe Funktion fast konvex bezüglich ihres Kegels.

## Verwendung
Die fast konvexen Funktionen sind eine Funktionenklasse, die so definiert ist, dass wenn sie die Slater-Bedingung erfüllt, die starke Dualität gilt. Sei also ein Optimierungsproblem der Form
{\displaystyle {\begin{aligned}{\text{Minimiere }}&f(x)\\{\text{unter den Nebenbedingungen }}&g(x)\in -K\\&x\in R\end{aligned}}}
gegeben für einen Ordnungskegel {\displaystyle K\,} mit nichtleerem Inneren und Abbildungen {\displaystyle f\colon V\mapsto \mathbb {R} } und {\displaystyle g\colon V\mapsto Y}. Dabei sind {\displaystyle V,Y} normierte reelle Vektorräume und die Funktion {\displaystyle K\colon V\mapsto \mathbb {R} \times Y} definiert durch {\displaystyle K(x)=(f(x),g(x))} ist fast konvex bezüglich des Kegels {\displaystyle \mathbb {R} _{+}\times K}. Weiter sei {\displaystyle R} eine beliebige nichtleere Teilmenge von {\displaystyle V}.
Das Problem erfüllt nun die Slater-Bedingung, wenn es einen zulässigen Punkt {\displaystyle {\tilde {x}}} gibt. Das heißt {\displaystyle {\tilde {x}}\in R,\,g({\tilde {x}})\in -K}, so dass {\displaystyle g({\tilde {x}})\in \operatorname {int} (-K)} ist. Dabei bezeichnet {\displaystyle \operatorname {int} (M)} das Innere einer Menge.
Erfüllt solch ein Problem mit fast konvexen Funktionen nun die Slater-Bedingung, so gilt starke Dualität und damit zum Beispiel auch die Karush-Kuhn-Tucker-Bedingungen. Der Begriff der fast konvexen Funktion erweitert also die Dualitätstheorie der konvexen Funktionen auf Probleme, die nicht notwendigerweise konvex sein müssen. Dies hat den Vorteil, dass die Slater-Bedingung im Gegensatz zu vielen anderen Regularitätsbedingungen oder „constraint qualifications“ die Regularität des gesamten Problemes liefert, und nicht nur die Regularität in einem Punkt.